# إيتين بونوت دي كوندياك
إيتين بونوت دي كوندياك (بالفرنسية: Étienne Bonnot de Condillac) من مواليد (30 سبتمبر 1715 في غرونوبل) ووفيات (3 أغسطس 1780) هو فيلسوف فرنسي مشهور من فلاسفة عصر التنوير، وعالم معرفي فرنسي، بحث في ميادين علم النفس وفلسفة العقل.

## حياته
ولد في مدينة غرونويل في عائلة قانونية وهو الأصغر بين ثلاثة أشقاء، اتخذ شقيقاه الأكبر سنًا جان وغابرييل أسماء مرتبطة بإحدى ممتلكات العائلة في (مالبي، لوار)، ويُعرف كليهما باسم «بونوت دي مالبي»، أما إيتين فيعرّف مع ملكية أخرى في (كوندياك، دروم) وكان معروف باسم «بونوت دي كوندياك». أصبح كوندياك قسيسًا، مثل شقيقه غابرييل، في الأعوام (1733–1740) في كنيسة سان سولبيس في باريس، وعُيّن رئيسًا لدير موريو.
كرّس كوندياك حياته بأكملها للفكر المضارب، بالرغم من ترسيمه كاهنًا وعدا الفترة التي كان فيها معلمًا معينًا من قبل المحكمة لمحكمة بارما، مؤلفاته: 
- مقال عن أصل المعرفة الإنسانية البشرية (1746)
- ميثاق الأنظمة (1749)
- أطروحة عن الأحاسيس (1754)
- معاهدة الحيوانات (1755)
- نهج شامل للدراسات (1767 – 1773) في 13 مجلد، كُتِب خصيصا للشاب فرديناند دوق بارما حفيد لويس الخامس عشر.
- التجارة والحكومة بالبحث في علاقتهم المتبادلة (1776)، ومؤلفين بعد وفاته.
- المنطق (1781) ومؤلفه غير المنجز لغة الحسابات (1798).

انخرط كوندياك في باريس بحلقة دينيس ديدرو الفيلسوف الذي ساهم في الموسوعة، كوّن صداقة مع روسو استمرت إلى حد ما حتى نهاية حياته، يرجّح أنها بدأت عندما كان روسو معلمًا لاثنين من أبناء شقيقه جان في ليون -الذي كان رئيس الشرطة آنذاك ومعروفًا باسم السيد دي مابلي، قدّم كوندياك روسو للأوساط الفكرية برفقة شقيقه غابريل الذي أصبح كاتبًا سياسيًا مشهورًا ومعروفًا بأنه رئيس دير مابلي
لم تُلحِق صلات كودياك مع الفلاسفة غير التقليديين الضرر بمهنته، وقد نشر عدة مؤلفات عندما أرسلته المحكمة الفرنسية إلى بارما ليُعلّم الدوق اليتيم الذي كان في سن السابعة في ذلك الحين.
انتُخِب كودياك بعد عودته من إيطاليا عضوًا في أكاديمية اللغة الفرنسية عام 1768، وخلافًا لما يشاع بأنه حضر اجتماعًا واحدًا فقط، كان كوندياك من الحاضرين المترددين حتى قبل عامين من وفاته. أمضى أعوامه الأخيرة بعد التقاعد في (فلكس) في ملكية صغيرة كان قد اشتراها بالقرب من (بيوجينسي) بجانب نهر (لوار)، توفي هناك في الثالث من آب 1780.

## الاقتصاد
سعى مؤلف كوندياك «التجارة والحكومة» (نُشرَ عام 1776 وهو ذات العام الذي صدر فيه مؤلف آدم سميث ثروة الأمم) أن يضع الاقتصاد في إطار منطقي متناسق. كان صديقًا لزعيم الفيزيوقراطيين فرانسوا كيناي، تعكس الكثير من مؤلفات كودياك اتجاه الفيزيوقراطيين الغالب لا سيما تحليله لبنية فرض الضرائب ومقترحاته لإنعاش الاقتصاد، غير أنه اقترح حجة أخرى بدعوى أن المنتجين يعملون لكسب المنفعة، رفض معظم الفيزيوقراطيين المنفعة وقد استُبعدت هذه الفكرة حتى أعاد ستانلي جيفونز وكارل مينغر اكتشافها عام 1871.
اقترح كودياك في نظريته (السعر الحقيقي) أن التاريخ الإنساني ينقسم إلى مرحلتين: الارتقاء والانحدار. يتّسم الارتقاء بالتنمية الرشيدة والاستفادة من الموارد، بينما تُعجل التصرفات السيئة التي تمارسها النخبة بالانحدار ومن ثم يتدفق إلى العمال مشجعًا الإسراف والبذخ والأسعار المزورة التي تلحق الضرر بعامة الشعب. رأى كودياك أن الحل لذلك هو (السعر الحقيقي) الذي يخلقه التفاعل الحر بين العرض والطلب الذي يحققه الإلغاء التام للضوابط التنظيمية، وسيُعلم الناس أن يعملوا من أجل تحقيق مصلحتهم القصوى في السوق المفتوحة من خلال إعادة مفاهيمهم. أثَّر كودياك في الاقتصاد الليبرالي الكلاسيكي بالمناداة باقتصاد السوق المفتوحة مقابل السياسة المعاصرة المهيمنة المتمثّلة برقابة الدولة في فرنسا.